# Ново-Павловское (Ярославская область)
Ново-Павловское — село в Борисоглебском районе Ярославской области, входит в состав Инальцинского сельского поселения.

## География
Расположено в 21 км на юго-запад от центра поселения деревни Инальцино и в 35 км на юго-запад от райцентра посёлка Борисоглебский.

## История
Каменная пятиглавая сельская церковь имела два престола: во имя св. Николая и св. прор. Илии; она построена в 1832 году на средства прихожан. До 1812 года здесь находился деревянный храм, который в означенном году сгорел от молнии.
В конце XIX — начале XX село входило в состав Березниковской волости Ростовского уезда Ярославской губернии. В 1885 году в селе было 27 дворов.
С 1929 года село входило в состав Зачатьевского сельсовета Борисоглебского района, с 1935 по 1959 год — в составе Петровского района, в 1990-е годы — в составе Щуровского сельсовета (сельского округа), с 2005 года — в составе Инальцинского сельского поселения.

## Население
| 1859 | 2007 | 2010 |
| ---- | ---- | ---- |
| 168  | ↘2   | ↘1   |

## Достопримечательности
В селе расположена недействующая Церковь Николая Чудотворца (1832).